# 浜北市
浜北市（はまきたし）は、かつて静岡県の遠江西部にあった市。
1956年（昭和31年）4月1日に町として発足、1963年（昭和38年）7月1日に市制施行。2005年（平成17年）7月1日、周辺10市町村と共に浜松市へ編入合併され浜北地域自治区となり、2007年（平成19年）4月1日に浜松市が政令指定都市へ移行した際には浜北区が設置された。2024年（令和6年）1月1日に区の統合・再編が行われ、浜名区の一部となり消滅した。
本項では、浜北市の廃止後に浜松市の行政区として設置された浜北区についても述べる。

## 地理
西に三方原台地、東に天竜川、北は赤石山脈に連なる山地の南端、そして遠州平野（浜松平野）の北端部に位置しており、北部・西部の各一部を除く区域のほとんどは平地である。中央部を遠州鉄道が南北に貫いており、沿線のほぼすべての地区において住宅地が形成されている。また国道152号が同様に市域を二分する形で中央部を南北に伸びており、市内道路交通において重要な役割を果たした。
かつては天竜川が市のほぼ中央部を貫く形で縦貫しており、そのため市域の大半は砂礫質の土壌である。上島、中瀬、永島、本沢合、横須賀、寺島など水にちなんだ地名はいずれも天竜川に由来するものであると言われる。

### 河川
- 天竜川水系
  - 天竜川
- 馬込川水系
  - 馬込川 － 二級河川。
  - 御陣屋川 － 二級河川。区内平口を水源とし、内野で馬込川に合流する3.7kmの短い川。護岸工事中。
  - 染地川 － 準用河川。区内内野を水源とし、東区有玉南町で馬込川に合流する。
- 都田川水系
  - 都田川

## 歴史
1960年（昭和35年）根堅の岩水寺石灰採石場で浜北人骨などが発見されたことにより、旧石器時代に当地域北部を中心とした地域に狩猟採集生活が行われていたとされる。
岩水寺東方の北谷遺跡の発掘調査により縄文時代前期の石器・土器など様々な生活用具が出土した。出土した石鏃（せきぞく）に使用される黒曜石は浜北および近隣地域では産出しないものであるが、調査の結果伊豆・長野で産出されたものと判明した。これによって当時の人々が広範囲で交流していたことが分かる。
- 区内於呂の芝本遺跡は弥生時代中期 - 後期にかけての遺跡である。また区内新原の東原遺跡から弥生時代・古墳時代の集落跡が発見されており、長期間人々が集落を営んでいたことが分かる。
- 古墳時代前期に区内内野の地に西遠地区最大の前方後円墳である赤門上古墳が建造される。この副葬品として三角縁四神四獣鏡という銅鏡が出土し、被葬者も大和王権と関係があったことが分かり、天竜川以西を支配した大きな豪族であった可能性があるとされる。
- 平安時代初期の神亀2年（725年）、行基によって岩水寺が建立されたと言われている。
- 室町時代初期の『神鳳抄』という本に伊勢神宮の領地に名前の記載があり、その中の1つに区南部 - 東区北部にかけての一帯に広がっていたと言われる「美薗御厨（みそのみくりや）」の記載がある。
- 区内大平地内にかつて存在した「大平城（現在は大平城址）」は南北朝時代において引佐の井伊氏の前線基地であった。
- 遠州大念仏は1573年の三方ヶ原の戦いの死者の霊を慰めることが起源と言われ、江戸時代に浜北区や周辺地域に広く広がったと言われている。
- 1390年に庚申寺が現在の区内宮口の地に移されると、宮口は庚申信仰の地として栄えた。寛永9年（1632年）に描かれた絵図には、門前町の様子がよく示されている。

### 行政区域の沿革
明治期の町村制施行時、区域は長上郡・麁玉郡・豊田郡に所属していた。
- 1956年（昭和31年）4月1日 - 浜名郡浜名町・赤佐村・北浜村・中瀬村・引佐郡麁玉村が合併して浜名郡浜北町が発足。町役場は旧・北浜村役場。
  - 「浜北」の由来は浜名郡の北方に位置することによる[2]。
- 1963年（昭和38年）7月1日 - 市制施行して浜北市となる[3]。
- 2005年（平成17年）7月1日 - 浜松市に編入され廃止。旧市域には地方自治法第202条の4に基づき浜北地域自治区が設置される[4]。浜北市役所は浜北総合事務所となる。
- 2007年（平成19年）4月1日 - 浜松市が政令指定都市となり、浜北地域自治区全域が浜北区となる。浜北総合事務所は浜北区役所となる[5]。
- 2024年（令和6年）1月1日 - 行政区の再編により、北区の大部分（三方原地区以外）と統合し浜名区となる。同日浜北区廃止。

浜名郡浜北町、浜北市、浜北区の行政区域は、天竜川河川部を除き全く変わっていない。

## 行政

### 歴代市長
特記なき場合『静岡県歴史人物事典』などによる。
| 代               | 氏名             | 就任             | 退任             | 備考             |
| 浜北町長（公選） | 浜北町長（公選） | 浜北町長（公選） | 浜北町長（公選） | 浜北町長（公選） |
| ---------------- | ---------------- | ---------------- | ---------------- | ---------------- |
| 1                | 雨宮文吾         | 1956年5月        |                  |                  |
| 2                | 坪井亀蔵         | 1960年5月        |                  |                  |
| 浜北市長（公選） |                  |                  |                  |                  |
| 1                | 坪井亀蔵         | 1963年7月1日     | 1972年5月2日     |                  |
| 2                | 吉田静雄         | 1972年5月3日     | 1978年10月6日    |                  |
| 3                | 足立誠一         | 1978年11月19日   | 1990年11月18日   |                  |
| 4                | 森島宏光         | 1990年11月19日   | 1996年3月1日     |                  |
| 5                | 長谷川正榮       | 1996年4月14日    | 2005年6月30日    | 廃止             |

### 市役所
浜松市への編入後、浜北市役所はまず浜北総合事務所となり、2007年（平成19年）4月1日の政令指定都市移行後は浜北区役所として利用された。2016年（平成28年）10月、浜北区役所はなゆた・浜北内に移転し、老朽化した旧庁舎は2018年（平成30年）に解体された。

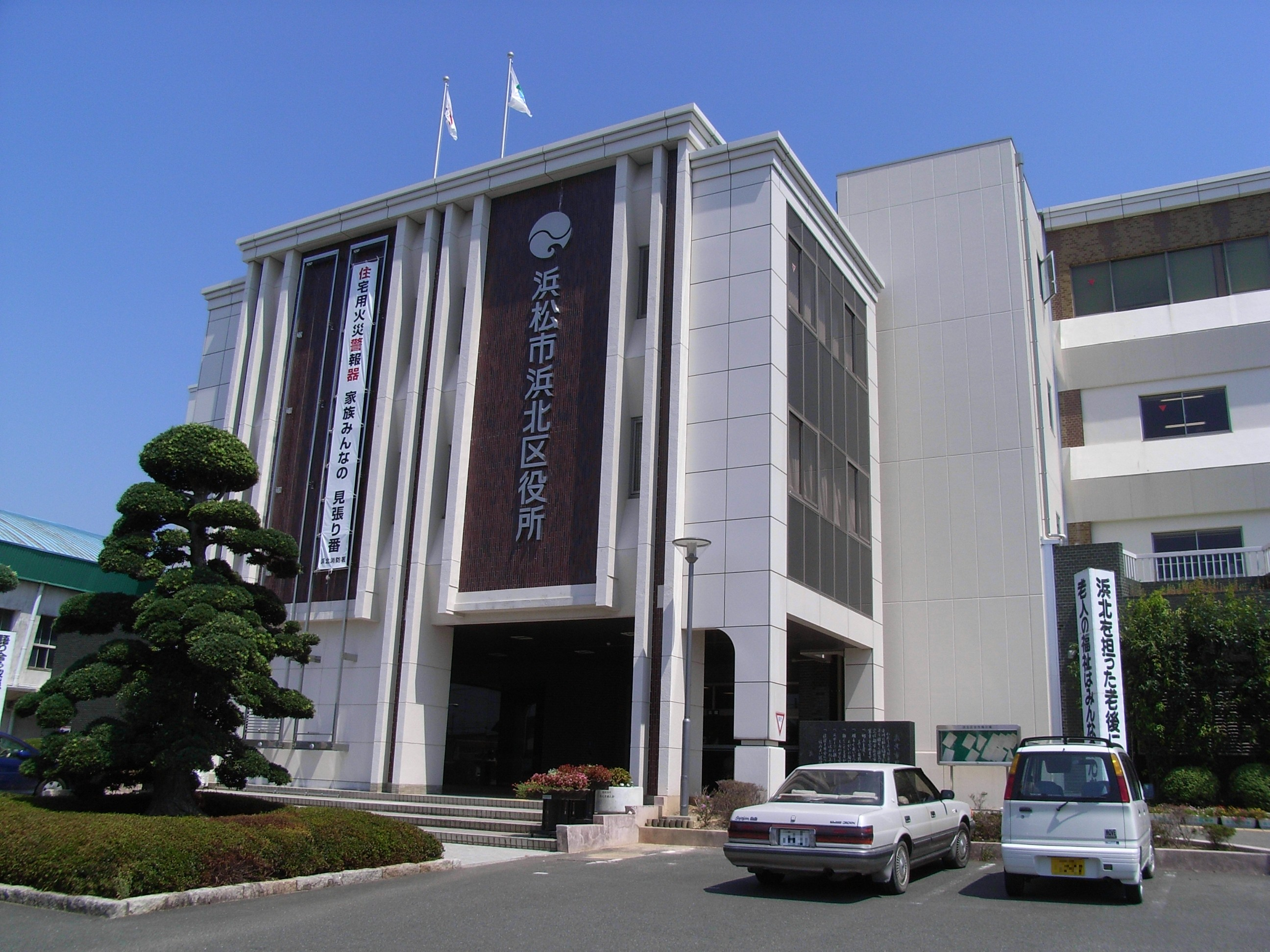
旧・浜北市役所（浜北区役所）

## 国政
衆議院小選挙区選挙では静岡県第7区（2002年以前は静岡県第9区）に属した。

## 経済

### 産業
- 輸送機械
- 電気機械
- 植木（公共緑化樹・庭園木・苗木・鉢物類など）

## 市内の町
- 赤佐地区
  - 尾野
  - 於呂
  - 根堅
- 麁玉地区
  - 大平
  - 三大地
  - 新原
  - 灰木
  - 堀谷
  - 宮口
  - 四大地
- 中瀬地区
  - 上島
  - 豊保
  - 中瀬
- 浜名地区
  - 内野
  - 内野台[注釈 1]：一丁目 - 四丁目
  - 小松
  - 染地台[注釈 2]：一丁目 - 六丁目
  - 平口

- 北浜地区
  - 油一色
  - 上善地
  - 貴布祢
  - 小林
  - 善地
  - 高薗
  - 高畑
  - 寺島
  - 道本
  - 永島
  - 中条
  - 新野
  - 新堀
  - 西美薗
  - 沼
  - 東美薗
  - 本沢合
  - 八幡
  - 横須賀
  - 竜南

2020年1月1日、住居表示の実施に伴い、浜北区中瀬と豊保の各一部をもって西中瀬：一丁目 - 三丁目を新設。

## 公共施設

### 県の施設
- 静岡県警察浜北警察署
  - 北浜交番
  - 小松交番
  - 浜北北部交番
  - 宮口駐在所
- 静岡県天竜保健所浜北支所
- 静岡県西部運転免許センター
- 静岡県産業部農林技術研究所森林・林業研究センター
- 於呂浄水場 - 天竜川が水源

### 市の施設
浜北市ホームページに基づく。
- 浜北消防署
  - 北部出張所
- なゆた・浜北
  - 浜北市立図書館
  - 勤労青少年ホーム（ゆーすぽっと浜北）
- 浜北市文化センター
- 浜北市保健センター
  - 浜北市保健センター分室
- 浜北市学校給食センター
- 浜北地域職業訓練センター
- 浜北地域活動・研修センター
- 浜北中高年齢労働者福祉センター（サンライフ浜北）
- 浜北市高齢者ふれあい福祉センター
- 浜北市清掃センター
- 浜北市民ミュージアム
- 浜北市最終処分場

### 医療施設
- 災害拠点病院
  - 浜松赤十字病院
- その他の病院
  - 国立病院機構天竜病院
  - 十全記念病院
  - 浜北さくら台病院
  - 医療法人社団三誠会北斗わかば病院
  - 浜北病院
  - 遠江病院

### スポーツ・公園施設
主要なもののみ記載。
- 静岡県立森林公園
- 浜北市総合体育館
- 万葉の森公園
- 浜北平口サッカー場（浜北市廃止後）

## 区内に拠点を置く主な企業
- エフ・シー・シー浜北工場
- エンシュウ浜北工場
- 応用電機浜松事業部
- 春華堂浜北工場
- タカギセイコー浜北工場
- 立花屋浜松工場
- テイ・エス テック浜松工場
- 三井化学東セロ浜松工場
- 日清紡浜北精機事業所
  - コンティネンタル・オートモーティブ浜北工場
- 日本ロック
- 花の舞酒造
- 浜名ワークス
- 浜松ホトニクス中央研究所
- ヤマハ発動機浜北工場・中瀬工場

## 主な商業・民間施設

### 郵便局
- 集配局：浜北郵便局

### ショッピングセンター・ショッピングモール
- なゆた・浜北
- プレ葉ウォーク浜北
- サンストリート浜北

### 斎場施設
- 浜北セレモニーホール浜昇殿
- イズモホール貴布祢
- イズモホール浜北赤佐
- イズモホール美薗 （西美薗）
- セレモニープラザとわに浜北
- セレモニープラザとわにきべの里
- やすらぎホール浜北

## 教育

### 専修学校
- 静岡県立農林大学校林業分校（農業改良助長法に基づく農業者研修教育施設、養成部が専修学校専門課程）
- 専門学校浜松医療学院
- 静岡医療科学専門学校

### 高等学校
- 静岡県立浜名高等学校
- 静岡県立浜北西高等学校

### 中学校
- 浜北市立浜名中学校
- 浜北市立北浜中学校
- 浜北市立北部中学校
- 浜北市立麁玉中学校
- 浜北市立東部中学校

### 小学校
- 浜北市立浜名小学校
- 浜北市立北浜小学校
- 浜北市立北浜東小学校
- 浜北市立中瀬小学校
- 浜北市立赤佐小学校
- 浜北市立麁玉小学校
- 浜北市立新原小学校
- 浜北市立北浜北小学校
- 浜北市立内野小学校
- 浜北市立北浜南小学校
- 浜北市立伎倍小学校

### 特別支援学校
- 静岡県立浜北特別支援学校

## 交通

### 鉄道
遠州鉄道
- 鉄道線：遠州小松駅 - 浜北駅 - 美薗中央公園駅 - 遠州小林駅 - 遠州芝本駅 - 遠州岩水寺駅

天竜浜名湖鉄道
- 天竜浜名湖線：岩水寺駅 - 宮口駅

### バス
- 遠鉄バス
- 浜北市コミュニティバス

### 道路
高速道路
- 新東名高速道路
  - 浜松浜北IC - 浜松SA/SIC

国道
- 国道152号（飛龍街道）
- 国道362号

主要地方道
-   - 静岡県道45号天竜浜松線（笠井街道）
  - 静岡県道61号浜北袋井線
  - 静岡県道65号浜松環状線
  - 静岡県道68号浜北三ヶ日線

その他の県道
-   - 静岡県道296号熊小松天竜川停車場線
  - 静岡県道299号渋川都田停車場線
  - 静岡県道304号岩水寺停車場線
  - 静岡県道311号小松笠井線
  - 静岡県道344号二俣浜松線
  - 静岡県道363号高薗貴布祢線
  - 静岡県道391号細江浜北線

## 観光地・史跡
- 静岡県立森林公園
- あらたまの湯
- 浜北森林アスレチック
- 万葉の森公園
- 根堅遺跡 - 旧石器時代の新人とされる浜北人骨が発見された。
- 大平城跡
- 岩水寺
- 庚申寺
- 赤門上古墳
- 浜北営農緑花木センター
- 薬師堂
- 北浜の大カヤノキ - 国の天然記念物

## 出身有名人
- 川上嘉市（実業家、元日本楽器製造社長、元参議院議員)
- 竹内壽平（弁護士、検事総長、プロ野球コミッショナー）
- 伊藤芳明（元プロ野球選手、元読売ジャイアンツスカウト）
- スズキコージ（絵本作家・イラストレーター）
- 山内和宏（元プロ野球選手）
- 名倉靖博（イラストレーター、アニメーター）
- 菰田玲子（元テレビ静岡アナウンサー）
- 菰田敦子（元長野放送アナウンサー）
- 戸塚貴久子 （フリーアナウンサー）
- 森川拓巳（元サッカー選手）
- 平山智規（元サッカー選手）
- 小林沙苗 （声優）
- 畑中摩美 （シンガーソングライター）
- 太田圭輔 （元サッカー選手）
- 太田吉彰 （元サッカー選手）
- 峰えりか （ファッションモデル）
- りんたろー。（お笑い芸人、EXIT）
- NIHA-C （ラッパー）
- 鈴木翔太 （プロ野球選手）